# Abobo (Äthiopien)
Abobo (Äthiopische Schrift: ኣቦቦ) ist eine Ortschaft in der Region Gambela im Westen Äthiopiens. Innerhalb Gambelas gehört sie zur gleichnamigen Woreda Abobo, die in der Zone 2 oder – neueren Dokumenten der Zentralen Statistikagentur Äthiopiens zufolge – in der Agnewak-Zone (benannt nach der Volksgruppe der Anyuak) liegt.

## Bevölkerung
Nach Angaben der Zentralen Statistikagentur für 2005 hatte Abobo 2.103 Einwohner.
1994 lag die Einwohnerzahl bei 1.222. Die größte ethnische Gruppe waren die Anyuak (81,01 %), gefolgt von den aus dem Hochland stammenden Oromo (8,43 %), Amharen (6,79 %) und Tigray (1,8 %); 1,96 % gehörten anderen ethnischen Gruppen an. 69,23 waren % Äthiopisch-Orthodoxe, 25,86 % Katholiken und 3,19 % Muslime.

## Geschichte
Zur Zeit des Mengistu-Regimes wurde bei Abobo eine Staatsfarm errichtet, auf der Äthiopier aus dem Hochland angesiedelt wurden. Zudem begann mit russischer Hilfe der Bau eines Damms bei Abobo, der der Bewässerung dienen soll. Der Damm wurde in den 1990er Jahren fertiggestellt.
Es bestehen Konflikte zwischen den einheimischen Anyuak und den zugewanderten oder staatlich umgesiedelten Hochland-Äthiopiern. Ende Februar oder Anfang März 2004 griffen äthiopische Soldaten Anyuak-Viertel in Abobo an, brannten Häuser nieder und schossen auf fliehende Zivilisten, wobei mindestens 15 Menschen umkamen. Infolge von Armeeangriffen auf Anyuak-Dörfer und Angriffen von Anyuak-Milizen auf Umsiedlerdörfer sind sowohl Anyuak als auch Hochländer als Binnenvertriebene nach Abobo gekommen.